# پانزو ارنستو
پانزو ارنستو (انگلیسی: Panzu Ernesto؛ زادهٔ ۳ آوریل ۱۹۹۹) بازیکن فوتبال اهل آنگولا است.
وی همچنین در تیم‌های ملی فوتبال جوانان آلمان، Germany national under-16 football team، و آنگولا بازی کرده‌است.